# El reino de Víctor
El reino de Víctor és el segon curtmetratge dirigit per Juanma Bajo Ulloa el 1989, esperonat per l'èxit anterior d' Akixo. A la pel·lícula mostra l'interès per contar contes mitjançant una lectura perversa i macabra que durà a terme als llargmetratges Alas de mariposa (1991) i La madre muerta (1993).

## Argument
Sara llegeix a les nits un conte al petit Víctor, sobre una princesa presonera i un príncep valent. Víctor viu amb el seu pare i la jove Sara. El pare és un home malcarat i que abusa sovint de la jove Sara, mentre el petit Víctor somnia amb que el conte es faci realitat. Una nit fosca un jove entra a la casa i s'amaga a la banyera de la casa ...

## Repartiment
- Javier Jiménez - Pare
- Luisa María Solaguren - Sara
- Alberto Martín Aranaga
- Jon Belar - Víctor

## Premis
- Goya al millor curtmetratge de ficció (1989)[2]
- Segon premi al Festival de Cinema de l'Alfàs del Pi de 1991.[3]